# Condado de Fairfield (Ohio)
El condado de Fairfield es uno de los 88 condados del Estado estadounidense de Ohio. La sede del condado y su mayor ciudad es Lancaster. El condado posee un área de 1.317 km² (los cuales 9 km² están cubiertos por agua), la población de 122.759 habitantes, y la densidad de población es de 94 hab/km² (según censo nacional de 2000). Este condado fue fundado en 1800.